# Frank Drost

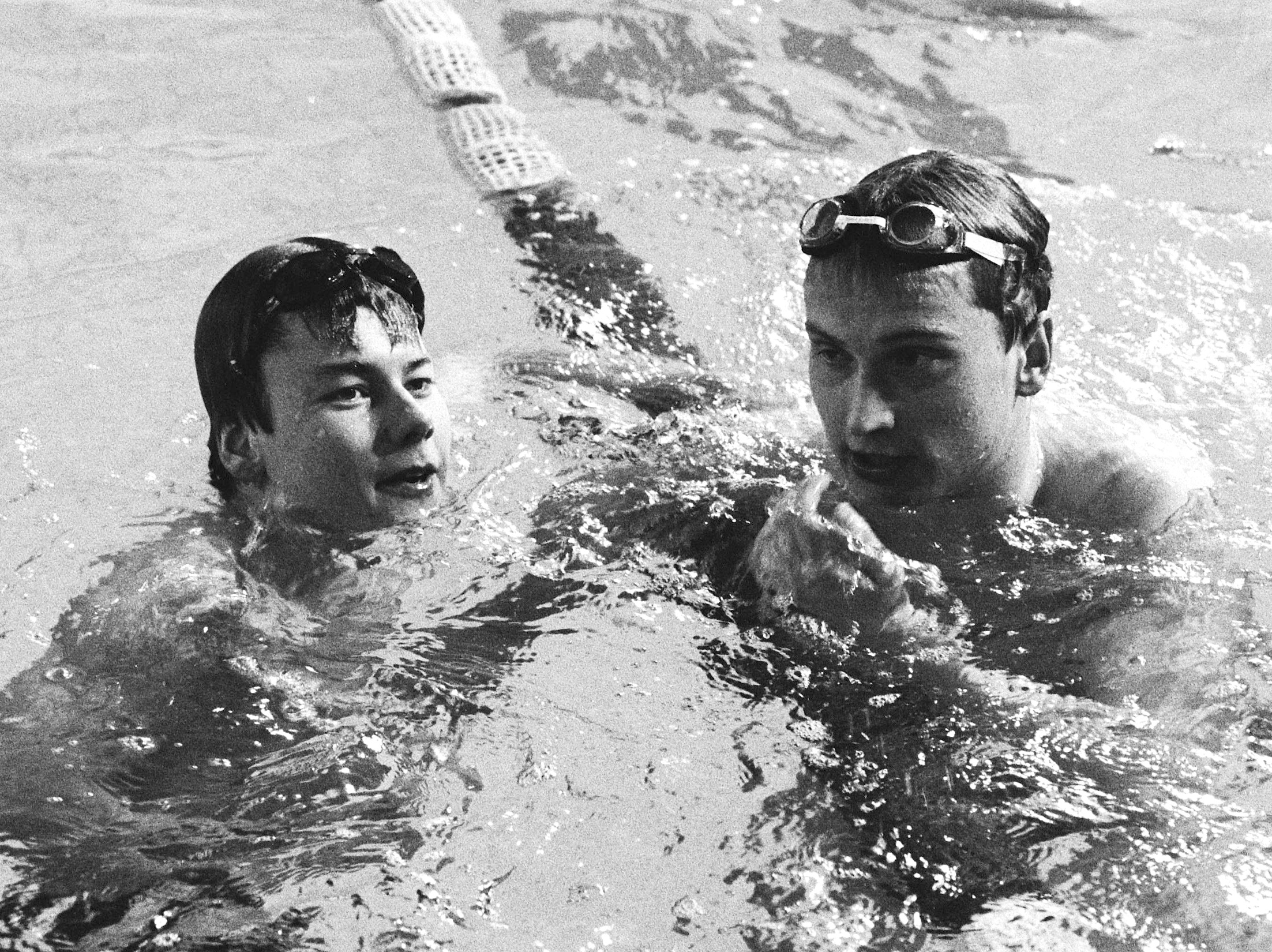
Frank Drost und Gérard de Kort bei den niederländischen Meisterschaften 1982

Frank Willem Drost (* 22. März 1963 in Amersfoort) ist ein ehemaliger niederländischer Schwimmer. Er gewann zwei Bronzemedaillen bei Europameisterschaften.

## Sportliche Karriere
Frank Drost schwamm für den Amersfoortse Zwem en Polo Club. 1987 und 1988 war er niederländischer Meister über 100 und 200 Meter Schmetterling. 1988 siegte er außerdem über 200 Meter Freistil.
Seine erste Endkampfplatzierung bei internationalen Meisterschaften war der achte Rang mit der 4-mal-200-Meter-Freistilstaffel bei den Europameisterschaften 1981 in Split. Bei den Weltmeisterschaften 1982 in Guayaquil wurde die 4-mal-200-Meter-Freistilstaffel mit Hans Kroes, Edsard Schlingemann, Frank Drost und Kees Vervoorn ebenso Sechste wie die 4-mal-100-Meter-Freistilstaffel mit Hans Kroes, Frank Drost, Kees Vervoorn und Edward Maasdijk.
1984 bei den Olympischen Spielen in Los Angeles wurde zunächst der Wettbewerb über 200 Meter Freistil ausgetragen. Frank Drost schlug als Sechster an und war damit drittbester Europäer. Die 4-mal-200-Meter-Freistilstaffel mit Hans Kroes, Peter Drost, Edsard Schlingemann und Frank Drost erreichte den siebten Platz. In der Reihenfolge Edsard Schlingemann, Peter Drost, Frank Drost und Hans Kroes schwamm die 4-mal-100-Meter-Freistilstaffel die elftschnellste Vorlaufzeit. Zum Abschluss trat Frank Drost noch über 200 Meter Schmetterling an und belegte als Zweiter des B-Finales den insgesamt zehnten Platz. Er war damit zweitbester Europäer.
Im Jahr darauf erreichte Drost bei den Europameisterschaften in Sofia fünf Endläufe. Zunächst belegte er den fünften Platz über 200 Meter Freistil, dann wurde er Siebter über 100 Meter Schmetterling. Die 4-mal-200-Meter-Freistilstaffel mit Edsard Schlingemann, Hans Kroes, Patrick Dybiona und Frank Drost erkämpfte die Bronzemedaille hinder den Staffeln aus der Bundesrepublik Deutschland und aus Schweden. Über 200 Meter Delphin siegte der Deutsche Michael Groß vor dem Dänen Benny Nielsen, 1,36 Sekunden hinter Nielsen schlug Drost als Dritter an und hatte 0,2 Sekunden Vorsprung auf den viertplatzierten Deutschen René Schaffgans. Zum Abschluss belegte Drost noch den sechsten Platz mit der 4-mal-100-Meter-Lagenstaffel.
1986 bei den Weltmeisterschaften in Barcelona erreichte Drost mit allen drei Staffeln den Endlauf. Hans Kroes, Edsard Schlingemann, Patrick Dybiona und Frank Drost belegten den siebten Platz in der 4-mal-200-Meter-Freistilstaffel. In der 4-mal-100-Meter-Lagenstaffel wurden Edsard Schlingemann, Ron Dekker, Frank Drost und Patrick Dybiona ebenfalls Siebte. Die 4-mal-100-Meter-Freistilstaffel mit Hans Kroes, Erik Ran, Frank Drost und Patrick Dybiona wurde schließlich Achte. 1987 war Frank Drost bei der Universiade in Zagreb dabei. Über 200 Meter Freistil siegte er vor zwei Schwimmern aus den Vereinigten Staaten. Mit beiden Freistilstaffeln erkämpfte Drost mit etwa einer halben Sekunde Rückstand Silber hinter dem Quartett aus den Vereinigten Staaten.
Zum Abschluss seiner Karriere startete Frank Drost bei den Olympischen Spielen in Seoul. In seinen ersten beiden Disziplinen über 100 Meter Schmetterling und mit der 4-mal-100-Meter-Freistlstaffel schied er im Vorlauf aus. Über 200 Meter Schmetterling belegte er als Sechster des B-Finales den 14. Rang. Die 4-mal-100-Meter-Lagenstaffel mit Hans Kroes, Ron Dekker, Frank Drost und Patrick Dybiona erreichte das Finale und belegte den siebten Platz.

## Familie
Außer den Brüdern Frank und Peter Drost nahm auch deren Schwester Monique Drost an Olympischen Spielen teil.